# Wermingsen
Wermingsen ist ein Stadtteil der sauerländischen Stadt Iserlohn im Märkischen Kreis. Der Stadtteil liegt östlich des Stadtzentrums und grenzt an Calle. Ende 2024 hatte Wermingsen zusammen mit Wiesengrund 6.857 Einwohner.
Um 1309 hieß der Ort Wermelinchusen. Nach Friedrich Leopold Woeste bedeutet dieser Name „zu den Häusern der Wermelinge“. Hier war der Stammsitz der Familie Werminghausen, einem westfälischen Adelsgeschlecht.
In Wermingsen befinden sich die katholische Kirche Heiligste Dreifaltigkeit und die evangelische Erlöserkirche.